# 盖勒特
盖勒特是德国莱茵兰-普法尔茨州的一个市镇。总面积5.20平方公里，总人口596人，其中男性282人，女性314人（2011年12月31日），人口密度115人/平方公里。